# Première circonscription du Val-d'Oise
La première circonscription du Val-d'Oise est l'une des dix circonscriptions législatives françaises que compte le département du Val-d'Oise (95) situé en région Île-de-France.

## Description géographique et démographique
La première circonscription du Val-d'Oise est délimitée par le découpage électoral de la loi n°86-1197 du 24 novembre 1986
, et regroupe les anciens cantons suivants : cantons de Beaumont-sur-Oise, Magny-en-Vexin, Marines, Pontoise, La Vallée-du-Sausseron, Vigny.
D'après le recensement général de la population de 1999, réalisé par l'Institut national de la statistique et des études économiques (INSEE), la population totale de cette circonscription est estimée alors à 112709 habitants,

## Historique des députations
| Législature | Début de mandat | Fin de mandat    | Député                  | Parti politique | Observations |
| ----------- | --------------- | ---------------- | ----------------------- | --------------- | --- |
| IVe         | 11 juillet 1968 | 1er avril 1973   | Michel Poniatowski      | RI              | |
| Ve          | 2 avril 1973    | 2 avril 1978     | Michel Poniatowski      | RI              | |
| VIe         | 3 avril 1978    | 22 mai 1981      | Michel Poniatowski      | RI              | Mandat écourté à la suite d'une dissolution parlementaire décidée par François Mitterrand.                                                                                      |
| VIIe        | 2 juillet 1981  | 1er avril 1986   | Alain Richard           | PS              | |
| VIIIe       | 2 avril 1986    | 14 mai 1988      | Alain Richard           | PS              | Proportionnelle par département, pas de député par circonscription. Mandat écourté à la suite d'une dissolution parlementaire décidée par François Mitterrand.                  |
| IXe         | 23 juin 1988    | 1er avril 1993   | Jean-Philippe Lachenaud | UDF             | |
| Xe          | 2 avril 1993    | 21 avril 1997    | Philippe Houillon,      | UDF-DL,         | Conseiller municipal de Pontoise Mandat écourté à la suite d'une dissolution parlementaire décidée par Jacques Chirac.                                                          |
| XIe         | 12 juin 1997    | 18 juin 2002     | Philippe Houillon,      | UDF-DL,         | Conseiller municipal de Pontoise |
| XIIe        | 19 juin 2002    | 19 juin 2007     | Philippe Houillon,      | UMP,            | Maire de Pontoise |
| XIIIe       | 20 juin 2007    | 19 juin 2012     | Philippe Houillon       | UMP             | Maire de Pontoise |
| XIVe        | 20 juin 2012    | 20 juin 2017     | Philippe Houillon       | UMP             | |
| XVe         | 21 juin 2017    | 16 novembre 2017 | Isabelle Muller-Quoy    | LREM            | Élection annulée par le Conseil constitutionnel le 16 novembre 2017, remplacée à partir du 5 février 2018 par Antoine Savignat à la suite d'une élection législative partielle. |
| XVe         | 5 février 2018  | 21 juin 2022     | Antoine Savignat        | LR              | Élection annulée par le Conseil constitutionnel le 16 novembre 2017, remplacée à partir du 5 février 2018 par Antoine Savignat à la suite d'une élection législative partielle. |
| XVIe        | 22 juin 2022    | 9 juin 2024      | Émilie Chandler         | RE              | Mandat écourté à la suite d'une dissolution parlementaire décidée par Emmanuel Macron.                                                                                          |
| XVIIe       | 8 juillet 2024  | En cours         | Anne Sicard             | IDL             | |

## Historique des élections

### Découpage de 1967

Carte de la première circonscription du Val d'Oise de 1967 à 1986

#### Élections législatives de 1967
| Candidat       | Candidat               | Parti                     | Premier tour | Premier tour | Second tour | Second tour |  |
| Candidat       | Candidat               | Parti                     | Voix         | %            | Voix        | %           |  |
| -------------- | ---------------------- | ------------------------- | ------------ | ------------ | ----------- | ----------- |  |
|                | Michel Poniatowski élu | RI                        | 17 973       | 33,89        | 27 574      | 53,96       |  |
|                | Jacqueline Hochberg    | PCF                       | 15 150       | 28,57        | 23 524      | 46,04       |  |
|                | René Allombert         | FGDS (SFIO)               | 8 241        | 15,54        | Retrait     | Retrait     |  |
|                | Jean Teitgen           | CD (PDM)                  | 6 232        | 11,75        |             |             |  |
|                | Albert Viville         | Divers droite (Gaulliste) | 5 432        | 10,24        |             |             |  |
|                |                        |                           |              |              |             |             |  |
| Inscrits       | Inscrits               | Inscrits                  | 65 613       | 100,00       | 65 609      | 100,00      |  |
| Abstentions    | Abstentions            | Abstentions               | 11 255       | 17,15        | 12 074      | 18,4        |  |
| Votants        | Votants                | Votants                   | 54 358       | 82,85        | 53 535      | 81,6        |  |
| Blancs et nuls | Blancs et nuls         | Blancs et nuls            | 1 330        | 2,45         | 2 437       | 4,55        |  |
| Exprimés       | Exprimés               | Exprimés                  | 53 028       | 97,55        | 51 098      | 95,45       |  |

Le suppléant de Michel Poniatowski était Yves de Kervéguen, conseiller général du canton de Marines, maire de Vigny, ancien député UNR de Seine-et-Oise.

#### Élections législatives de 1968
| Candidat       | Candidat                         | Parti          | Premier tour | Premier tour | Second tour | Second tour |  |
| Candidat       | Candidat                         | Parti          | Voix         | %            | Voix        | %           |  |
| -------------- | -------------------------------- | -------------- | ------------ | ------------ | ----------- | ----------- |  |
|                | Michel Poniatowski sortant réélu | RI (URP)       | 22 512       | 42,20        | 31 865      | 62,38       |  |
|                | Jacqueline Hochberg              | PCF            | 13 627       | 25,54        | 19 220      | 37,62       |  |
|                | Pierre Sallé                     | UDR            | 8 391        | 15,73        | Retrait     | Retrait     |  |
|                | Pierre Bassigny                  | FGDS (CIR)     | 4 542        | 8,51         |             |             |  |
|                | Jean-Louis Gineste               | PSU            | 2 757        | 5,17         |             |             |  |
|                | Jean Nadal                       | Divers (TD)    | 1 523        | 2,85         |             |             |  |
|                |                                  |                |              |              |             |             |  |
| Inscrits       | Inscrits                         | Inscrits       | 65 043       | 100,00       | 65 729      | 100,00      |  |
| Abstentions    | Abstentions                      | Abstentions    | 10 954       | 16,84        | 13 362      | 20,33       |  |
| Votants        | Votants                          | Votants        | 54 089       | 83,16        | 52 367      | 79,67       |  |
| Blancs et nuls | Blancs et nuls                   | Blancs et nuls | 737          | 1,36         | 1 282       | 2,45        |  |
| Exprimés       | Exprimés                         | Exprimés       | 53 352       | 98,64        | 51 085      | 97,55       |  |

Le suppléant de Michel Poniatowski était Yves de Kervéguen.

#### Élections législatives de 1973
| Candidat           | Candidat                         | Parti          | Premier tour | Premier tour | Second tour | Second tour |  |
| Candidat           | Candidat                         | Parti          | Voix         | %            | Voix        | %           |  |
| ------------------ | -------------------------------- | -------------- | ------------ | ------------ | ----------- | ----------- |  |
|                    | Michel Poniatowski sortant réélu | RI (URP)       | 26 227       | 41,32        | 34 293      | 54,86       |  |
|                    | Fernand Chatelain                | PCF            | 16 864       | 26,57        | 28 222      | 45,14       |  |
|                    | Roland Daffix                    | PS (UGSD)      | 8 961        | 14,12        | Retrait     | Retrait     |  |
|                    | Georges Martin                   | CD (MR)        | 6 636        | 10,45        |             |             |  |
|                    | Georges Le Guelte                | PSU            | 2 829        | 4,46         |             |             |  |
|                    | Guy Cannie                       | Divers droite  | 1 039        | 1,64         |             |             |  |
|                    | Marie-Thérèse Poupeney           | FN             | 917          | 1,44         |             |             |  |
|                    |                                  |                |              |              |             |             |  |
| Inscrits           | Inscrits                         | Inscrits       | 77 932       | 100,00       | 77 910      | 100,00      |  |
| Abstentions        | Abstentions                      | Abstentions    | 13 053       | 16,75        | 13 065      | 16,77       |  |
| Votants            | Votants                          | Votants        | 64 879       | 83,25        | 64 845      | 83,23       |  |
| Blancs et nuls     | Blancs et nuls                   | Blancs et nuls | 1 406        | 2,17         | 2 330       | 3,59        |  |
| Exprimés           | Exprimés                         | Exprimés       | 63 473       | 97,83        | 62 515      | 96,41       |  |
| Source : Data.gouv |                                  |                |              |              |             |             |  |

Le suppléant de Michel Poniatowski était Yves de Kervéguen. Yves de Kervéguen remplaça Michel Poniatowski, nommé membre du gouvernement, du 6 mai 1973 au 2 avril 1978.

#### Élections législatives de 1978
| Candidat                                 | Candidat                   | Parti                  | Premier tour | Premier tour | Second tour | Second tour |  |
| Candidat                                 | Candidat                   | Parti                  | Voix         | %            | Voix        | %           |  |
| ---------------------------------------- | -------------------------- | ---------------------- | ------------ | ------------ | ----------- | ----------- |  |
|                                          | Michel Poniatowski sortant | UDF (PR)               | 32 740       | 37,08        | 44 227      | 49,36       |  |
|                                          | Alain Richard élu          | PS                     | 20 174       | 22,85        | 45 368      | 50,64       |  |
|                                          | Dominique Gallet           | UGP (PCF)              | 14 921       | 16,90        | Retrait     | Retrait     |  |
|                                          | Christian Tessier          | RPR                    | 5 536        | 6,27         |             |             |  |
|                                          | Alexandre Stère-Seilinger  | Écologie 78            | 4 981        | 5,64         |             |             |  |
|                                          | Daniel Ancelet             | MRG                    | 1 833        | 2,08         |             |             |  |
|                                          | Jean-François Godchau      | Extrême gauche (LCR)   | 1 692        | 1,90         |             |             |  |
|                                          | Christian Mercier          | Extrême gauche (LO)    | 1 452        | 1,64         |             |             |  |
|                                          | Bernard Cenzi              | Divers droite (PSD)    | 1 086        | 1,23         |             |             |  |
|                                          | Gilles Bourchy             | PSU (FA)               | 978          | 1,11         |             |             |  |
|                                          | Jenny Guignache            | Extrême droite (PFN)   | 910          | 1,04         |             |             |  |
|                                          | Françoise Rollin           | Divers droite          | 630          | 0,71         |             |             |  |
|                                          | Pierre Boedard             | Extrême gauche (UOPDP) | 234          | 0,27         |             |             |  |
|                                          | Jean-Louis Varenne         | FN                     | 234          | 0,27         |             |             |  |
|                                          |                            |                        |              |              |             |             |  |
| Inscrits                                 | Inscrits                   | Inscrits               | 105 272      | 100,00       | 104 927     | 100,00      |  |
| Abstentions                              | Abstentions                | Abstentions            | 16 378       | 15,56        | 13 572      | 12,93       |  |
| Votants                                  | Votants                    | Votants                | 88 894       | 84,44        | 91 355      | 87,07       |  |
| Blancs et nuls                           | Blancs et nuls             | Blancs et nuls         | 1 493        | 1,68         | 1 760       | 1,93        |  |
| Exprimés                                 | Exprimés                   | Exprimés               | 87 401       | 98,32        | 89 595      | 98,07       |  |
| Source : Le Monde du 14 mars 1978, p. 12 |                            |                        |              |              |             |             |  |

Le suppléant d'Alain Richard était Jean-Pierre Béquet, conseiller municipal d'Auvers-sur-Oise.

#### Élections législatives de 1981
| Candidat       | Candidat                    | Parti                | Premier tour | Premier tour | Second tour | Second tour |  |
| Candidat       | Candidat                    | Parti                | Voix         | %            | Voix        | %           |  |
| -------------- | --------------------------- | -------------------- | ------------ | ------------ | ----------- | ----------- |  |
|                | Alain Richard sortant réélu | PS                   | 36 152       | 44,35        | 50 401      | 58,01       |  |
|                | Jean-Philippe Lachenaud     | UDF (PR)             | 32 492       | 39,86        | 36 488      | 41,99       |  |
|                | Michel Vallade              | PCF                  | 10 208       | 12,52        |             |             |  |
|                | Bernard Roussel             | PSU                  | 1 319        | 1,62         |             |             |  |
|                | Patrick Domart              | Extrême gauche (LCR) | 1 251        | 1,53         |             |             |  |
|                | Roger Girard                | Divers droite (CNIP) | 100          | 0,12         |             |             |  |
|                | M. Drivaud                  | FN                   | 1            | 0,00         |             |             |  |
|                |                             |                      |              |              |             |             |  |
| Inscrits       | Inscrits                    | Inscrits             | 116 574      | 100,00       | 116 571     | 100,00      |  |
| Abstentions    | Abstentions                 | Abstentions          | 33 471       | 28,71        | 28 311      | 24,29       |  |
| Votants        | Votants                     | Votants              | 83 103       | 71,29        | 88 260      | 75,71       |  |
| Blancs et nuls | Blancs et nuls              | Blancs et nuls       | 1 580        | 1,9          | 1 371       | 1,55        |  |
| Exprimés       | Exprimés                    | Exprimés             | 81 523       | 98,1         | 86 889      | 98,45       |  |

### Découpage de 1986

Carte de la première circonscription du Val d'Oise de 1986 à 2012

#### Élections législatives de 1988
| Candidat       | Candidat                              | Parti          | Premier tour | Premier tour | Second tour | Second tour |  |
| Candidat       | Candidat                              | Parti          | Voix         | %            | Voix        | %           |  |
| -------------- | ------------------------------------- | -------------- | ------------ | ------------ | ----------- | ----------- |  |
|                | Jean-Philippe Lachenaud sortant réélu | UDF (PR) (URC) | 16 380       | 39,59        | 22 457      | 51,21       |  |
|                | Bernard Morin                         | PS             | 13 966       | 33,75        | 21 400      | 48,79       |  |
|                | Jacques Delannoy                      | FN             | 5 544        | 13,4         |             |             |  |
|                | Robert Lebastard                      | PCF            | 5 486        | 13,26        |             |             |  |
|                | Roger Save                            | Divers droite  | 0            | 0            |             |             |  |
|                |                                       |                |              |              |             |             |  |
| Inscrits       | Inscrits                              | Inscrits       | 63 718       | 100,00       | 63 700      | 100,00      |  |
| Abstentions    | Abstentions                           | Abstentions    | 21 490       | 33,73        | 18 663      | 29,3        |  |
| Votants        | Votants                               | Votants        | 42 228       | 66,27        | 45 037      | 70,7        |  |
| Blancs et nuls | Blancs et nuls                        | Blancs et nuls | 852          | 2,02         | 1 180       | 2,62        |  |
| Exprimés       | Exprimés                              | Exprimés       | 41 376       | 97,98        | 43 857      | 97,38       |  |

Le suppléant de Jean-Philippe Lachenaud était Fabrice Saussez, dirigeant d'entreprise, maire RPR de Marines.

#### Élections législatives de 1993
| Candidat       | Candidat               | Parti                      | Premier tour | Premier tour | Second tour | Second tour |  |
| Candidat       | Candidat               | Parti                      | Voix         | %            | Voix        | %           |  |
| -------------- | ---------------------- | -------------------------- | ------------ | ------------ | ----------- | ----------- |  |
|                | Philippe Houillon élu  | UDF (PR)                   | 15 086       | 33,56        | 23 766      | 60,56       |  |
|                | Marie-Thérèse Philippe | FN                         | 8 217        | 18,28        | 11 904      | 33,37       |  |
|                | Jean-Pierre Muller     | PS (ADFP)                  | 6 430        | 14,3         |             |             |  |
|                | Pascal Tourbe          | GÉ (EÉ)                    | 4 655        | 10,35        |             |             |  |
|                | Robert Lebastard       | PCF                        | 4 056        | 9,02         |             |             |  |
|                | Fabrice Saussez        | diss. RPR                  | 2 408        | 5,36         |             |             |  |
|                | Pascale Boisnard       | LT-LNÉ                     | 1 538        | 3,42         |             |             |  |
|                | Jean Mennecier         | Extrême gauche             | 964          | 2,14         |             |             |  |
|                | Marcel Lopez           | CNIP                       | 616          | 1,37         |             |             |  |
|                | Pierre Rauscher        | Divers gauche (Maj. prés.) | 498          | 1,11         |             |             |  |
|                | Christian Debrosse     | RDRP                       | 348          | 0,77         |             |             |  |
|                | Serge Berry            | Divers droite              | 140          | 0,31         |             |             |  |
|                |                        |                            |              |              |             |             |  |
| Inscrits       | Inscrits               | Inscrits                   | 66 890       | 100,00       | 66 877      | 100,00      |  |
| Abstentions    | Abstentions            | Abstentions                | 19 809       | 29,61        | 22 844      | 34,16       |  |
| Votants        | Votants                | Votants                    | 47 081       | 70,39        | 44 033      | 65,84       |  |
| Blancs et nuls | Blancs et nuls         | Blancs et nuls             | 2 125        | 4,51         | 8 363       | 18,99       |  |
| Exprimés       | Exprimés               | Exprimés                   | 44 956       | 95,49        | 35 670      | 81,01       |  |

Le suppléant de Philippe Houillon était Marc Giroud, médecin, directeur du SAMU 95, maire de Vallangoujard.

#### Élections législatives de 1997
| Candidat       | Candidat                        | Parti             | Premier tour | Premier tour | Second tour | Second tour |  |
| Candidat       | Candidat                        | Parti             | Voix         | %            | Voix        | %           |  |
| -------------- | ------------------------------- | ----------------- | ------------ | ------------ | ----------- | ----------- |  |
|                | Philippe Houillon sortant réélu | UDF (PR)          | 13 577       | 30,03        | 21 183      | 43,07       |  |
|                | Jean-Pierre Béquet              | PS                | 11 268       | 24,92        | 20 640      | 41,96       |  |
|                | Marie-Thérèse Philippe          | FN                | 9 281        | 20,53        | 7 462       | 14,97       |  |
|                | Évelyne Gilibert                | PCF               | 3 755        | 8,31         |             |             |  |
|                | Pascal Tourbe                   | Les Verts         | 2 109        | 4,66         |             |             |  |
|                | Albert Michaud                  | LDI (MPF)         | 1 199        | 2,65         |             |             |  |
|                | Jean-Guy Sayous                 | GÉ                | 1 047        | 2,32         |             |             |  |
|                | Sylvaine Farjon                 | LT-LNÉ            | 829          | 1,83         |             |             |  |
|                | Jean-Yves Mennecier             | PT                | 826          | 1,83         |             |             |  |
|                | Xavier Lombard                  | US4J              | 657          | 1,45         |             |             |  |
|                | Michel Nodin                    | IR                | 268          | 0,59         |             |             |  |
|                | Dominique Ameye                 | Divers écologiste | 248          | 0,55         |             |             |  |
|                | Maurice Massengo Tiasse         | MDR               | 148          | 0,33         |             |             |  |
|                | Robert Nageli                   | Divers            | 0            | 0            |             |             |  |
|                |                                 |                   |              |              |             |             |  |
| Inscrits       | Inscrits                        | Inscrits          | 68 492       | 100,00       | 68 488      | 100,00      |  |
| Abstentions    | Abstentions                     | Abstentions       | 21 278       | 31,07        | 17 750      | 25,92       |  |
| Votants        | Votants                         | Votants           | 47 214       | 68,93        | 50 738      | 74,08       |  |
| Blancs et nuls | Blancs et nuls                  | Blancs et nuls    | 2 002        | 4,24         | 1 553       | 3,06        |  |
| Exprimés       | Exprimés                        | Exprimés          | 45 212       | 95,76        | 49 185      | 96,94       |  |

Le suppléant de Philippe Houillon était Marc Giroud.

#### Élections législatives de 2002
| Candidat       | Candidat                        | Parti               | Premier tour | Premier tour | Second tour | Second tour |  |
| Candidat       | Candidat                        | Parti               | Voix         | %            | Voix        | %           |  |
| -------------- | ------------------------------- | ------------------- | ------------ | ------------ | ----------- | ----------- |  |
|                | Philippe Houillon sortant réélu | UMP                 | 20 373       | 44,86        | 23 890      | 58,18       |  |
|                | Valérie Battaglia               | Les Verts (PS, PCF) | 13 104       | 28,85        | 17 173      | 41,82       |  |
|                | Huguette François               | FN                  | 6 665        | 14,68        |             |             |  |
|                | Marilyne Bureau                 | Pôle républicain    | 1 056        | 2,33         |             |             |  |
|                | Marie-Thérèse Patry             | LCR                 | 1 026        | 2,26         |             |             |  |
|                | Sylviane Farjon                 | LT-LNÉ              | 1 021        | 2,25         |             |             |  |
|                | Maryvonne Martel                | LO                  | 656          | 1,44         |             |             |  |
|                | Jean-Yves Pied                  | MNR                 | 475          | 1,05         |             |             |  |
|                | Patrick Chapron                 | Divers              | 387          | 0,85         |             |             |  |
|                | Joël Pujol                      | PT                  | 351          | 0,77         |             |             |  |
|                | Jacques Aknin                   | GÉ                  | 301          | 0,66         |             |             |  |
|                |                                 |                     |              |              |             |             |  |
| Inscrits       | Inscrits                        | Inscrits            | 69 997       | 100,00       | 69 995      | 100,00      |  |
| Abstentions    | Abstentions                     | Abstentions         | 23 804       | 34,01        | 27 468      | 39,24       |  |
| Votants        | Votants                         | Votants             | 46 193       | 65,99        | 42 527      | 60,76       |  |
| Blancs et nuls | Blancs et nuls                  | Blancs et nuls      | 778          | 1,68         | 1 464       | 3,44        |  |
| Exprimés       | Exprimés                        | Exprimés            | 45 415       | 98,32        | 41 063      | 96,56       |  |

Le suppléant de Philippe Houillon était Marc Giroud.

#### Élections législatives de 2007
| Candidat       | Candidat                        | Parti          | Premier tour | Premier tour | Second tour | Second tour |  |
| Candidat       | Candidat                        | Parti          | Voix         | %            | Voix        | %           |  |
| -------------- | ------------------------------- | -------------- | ------------ | ------------ | ----------- | ----------- |  |
|                | Philippe Houillon sortant réélu | UMP            | 23 009       | 49,56        | 25 358      | 58,64       |  |
|                | Corine Drolon                   | PS             | 10 666       | 22,97        | 17 884      | 41,36       |  |
|                | Alexandra Canavelis             | UDF–MoDem      | 3 896        | 8,39         |             |             |  |
|                | Huguette François               | FN             | 2 302        | 4,96         |             |             |  |
|                | Michel Vampouille               | Les Verts      | 1 577        | 3,4          |             |             |  |
|                | Yves Lefrançois                 | LCR            | 1 346        | 2,9          |             |             |  |
|                | Christine Appiani               | PCF            | 989          | 2,13         |             |             |  |
|                | Albert Lapeyre                  | LT-LNÉ         | 840          | 1,81         |             |             |  |
|                | Jean-Yves Pied                  | MPF            | 601          | 1,29         |             |             |  |
|                | Maryvonne Martel                | LO             | 424          | 0,91         |             |             |  |
|                | Raymond Léger                   | GÉ             | 300          | 0,65         |             |             |  |
|                | Daniel Barbesant                | MNR            | 246          | 0,53         |             |             |  |
|                | Joël Pujol                      | PT             | 235          | 0,51         |             |             |  |
|                | Laurent Montane                 | Divers         | 0            | 0            |             |             |  |
|                |                                 |                |              |              |             |             |  |
| Inscrits       | Inscrits                        | Inscrits       | 76 974       | 100,00       | 76 973      | 100,00      |  |
| Abstentions    | Abstentions                     | Abstentions    | 29 876       | 38,81        | 32 652      | 42,42       |  |
| Votants        | Votants                         | Votants        | 47 098       | 61,19        | 44 321      | 57,58       |  |
| Blancs et nuls | Blancs et nuls                  | Blancs et nuls | 667          | 1,42         | 1 079       | 2,43        |  |
| Exprimés       | Exprimés                        | Exprimés       | 46 431       | 98,58        | 43 242      | 97,57       |  |

### Découpage de 2010

#### Élections législatives de 2012
| Candidat       | Candidat                        | Parti                    | Premier tour | Premier tour | Second tour | Second tour |  |
| Candidat       | Candidat                        | Parti                    | Voix         | %            | Voix        | %           |  |
| -------------- | ------------------------------- | ------------------------ | ------------ | ------------ | ----------- | ----------- |  |
|                | Philippe Houillon sortant réélu | UMP (NC, PRV)            | 16 539       | 36,17        | 23 241      | 51,84       |  |
|                | Tatiana Gründler                | PS (EÉLV, PRG, MRC, MUP) | 16 363       | 35,79        | 21 593      | 48,16       |  |
|                | Brigitte Gilibert               | FN                       | 6 878        | 15,04        |             |             |  |
|                | Alexis Zakharevitch             | FG (PCF)                 | 2 606        | 5,70         |             |             |  |
|                | Maurice Chayet                  | MoDem                    | 873          | 1,91         |             |             |  |
|                | Albert Lapeyre                  | LT-LNÉ                   | 704          | 1,54         |             |             |  |
|                | Huguette François               | PDF                      | 427          | 0,93         |             |             |  |
|                | Milène Clichy                   | AÉI                      | 375          | 0,82         |             |             |  |
|                | Marc Lahmer                     | DLR                      | 362          | 0,79         |             |             |  |
|                | Hélène Halbin                   | LO                       | 208          | 0,45         |             |             |  |
|                | Jérémy Thébault                 | Extrême droite           | 151          | 0,33         |             |             |  |
|                | Jean Marc Petit                 | POI                      | 122          | 0,27         |             |             |  |
|                | Josée Tilquin                   | CNIP (MPF)               | 112          | 0,24         |             |             |  |
|                |                                 |                          |              |              |             |             |  |
| Inscrits       | Inscrits                        | Inscrits                 | 78 679       | 100,00       | 78 698      | 100,00      |  |
| Abstentions    | Abstentions                     | Abstentions              | 32 441       | 41,23        | 32 747      | 41,61       |  |
| Votants        | Votants                         | Votants                  | 46 238       | 58,77        | 45 951      | 58,39       |  |
| Blancs et nuls | Blancs et nuls                  | Blancs et nuls           | 518          | 1,12         | 1 117       | 2,43        |  |
| Exprimés       | Exprimés                        | Exprimés                 | 45 720       | 98,88        | 44 834      | 97,57       |  |

#### Élections législatives de 2017
Député sortant : Philippe Houillon (Les Républicains).
|                                                                            |                                                                                            |                           |                           |                          |
|                                                                            |                                                                                            | Premier tour 11 juin 2017 | Premier tour 11 juin 2017 | Second tour 18 juin 2017 |
|                                                                            |                                                                                            |                           |                           |                          |
|                                                                            |                                                                                            | Nombre                    | % des inscrits            | Nombre                   |
| Inscrits                                                                   | Inscrits                                                                                   | 81 547                    | 100,00                    | 81 549                   |
| Abstentions                                                                | Abstentions                                                                                | 42 328                    | 51,91                     | 49 250                   |
| Votants                                                                    | Votants                                                                                    | 39 219                    | 48,09                     | 32 299                   |
|                                                                            |                                                                                            |                           | % des votants             |                          |
| Bulletins blancs                                                           | Bulletins blancs                                                                           | 599                       | 1,53                      | 3 062                    |
| Bulletins nuls                                                             | Bulletins nuls                                                                             | 168                       | 0,43                      | 841                      |
| Suffrages exprimés                                                         | Suffrages exprimés                                                                         | 38 452                    | 98,04                     | 28 396                   |
|                                                                            |                                                                                            |                           |                           |                          |
| Candidat Étiquette politique (partis et alliances)                         | Candidat Étiquette politique (partis et alliances)                                         | Voix                      | % des exprimés            | Voix                     |
|                                                                            |                                                                                            |                           |                           |                          |
|                                                                            | Isabelle Muller-Quoy La République en marche !                                             | 13 817                    | 35,93                     | 15 400                   |
|                                                                            | Antoine Savignat Les Républicains (Union des démocrates et indépendants)                   | 6 827                     | 17,75                     | 12 996                   |
|                                                                            | Denise Cornet Front national                                                               | 5 886                     | 15,31                     |                          |
|                                                                            | Leïla Saïb La France insoumise                                                             | 3 895                     | 10,13                     |                          |
|                                                                            | Sandra Nguyen-Derosier Parti socialiste                                                    | 2 107                     | 5,48                      |                          |
|                                                                            | Bénédicte Ariès Europe Écologie Les Verts                                                  | 1 486                     | 3,86                      |                          |
|                                                                            | Brigitte Poli Parti communiste français                                                    | 988                       | 2,57                      |                          |
|                                                                            | Albert Lapeyre Écologiste (Le Trèfle - Confédération pour l'homme, l'animal et la planète) | 839                       | 2,18                      |                          |
|                                                                            | Michel Boisnault Divers droite (577-Les Indépendants)                                      | 719                       | 1,87                      |                          |
|                                                                            | Huguette François Extrême droite (Union des Patriotes)                                     | 491                       | 1,28                      |                          |
|                                                                            | Lionel Mabille Divers (Union populaire républicaine)                                       | 374                       | 0,97                      |                          |
|                                                                            | Thierry Sallantin Écologiste (Alliance écologiste indépendante)                            | 321                       | 0,83                      |                          |
|                                                                            | Hélène Halbin Lutte ouvrière                                                               | 304                       | 0,79                      |                          |
|                                                                            | Brigitte Gilibert Extrême droite (Souveraineté, identité et libertés)                      | 300                       | 0,78                      |                          |
|                                                                            | Mistafa Fanouni Divers                                                                     | 94                        | 0,24                      |                          |
|                                                                            | Katia Lebaillif Divers (Parti du vote blanc)                                               | 2                         | 0,01                      |                          |
|                                                                            | Élisabeth Gaucher Régionaliste (Régions et peuples solidaires)                             | 2                         | 0,01                      |                          |
|                                                                            | Anne-Sophie Vuillemin Divers droite                                                        | 0                         | 0,00                      |                          |
|                                                                            | Rudy Bruyelle Divers                                                                       | 0                         | 0,00                      |                          |
| Source : Ministère de l'Intérieur - Première circonscription du Val-d'Oise |                                                                                            |                           |                           |                          |

#### Élections législatives partielles de 2018
L'élection d'Isabelle Muller-Quoy est annulée le 16 novembre 2017 par le Conseil constitutionnel, car son suppléant, président du Conseil de prud'hommes de Pontoise jusqu'en janvier 2017, était en cette qualité inéligible au moment du scrutin.
Un nouveau scrutin se déroule le 28 janvier 2018 pour le premier tour et le 4 février 2018 pour le second tour, et voit le succès d'Antoine Savignat (LR). Isabelle Muller-Quoy estime au terme du second tour que « les électeurs de gauche se sont abstenus et les voix du FN se sont bien reportées sur LR ».
|                                                                                                  |  | |
| Résultats du premier tour par commune en 2017 - Muller-Quoy (LREM) - Savignat (LR) - Cornet (FN) |  | Résultats du premier tour par commune en 2018 - Muller-Quoy (LREM) - Savignat (LR) - Saïb (FI) - Capdet (FN) |

|                                              |  |                                              |
| Résultats du second tour par commune en 2017 |  | Résultats du second tour par commune en 2018 |

| Candidat         | Candidat               | Parti       | Premier tour | Premier tour | Premier tour | Second tour | Second tour | Second tour |
| Candidat         | Candidat               | Parti       | Voix         | %            | +/- 2017     | Voix        | %           | +/- 2017    |
| ---------------- | ---------------------- | ----------- | ------------ | ------------ | ------------ | ----------- | ----------- | ----------- |
|                  | Isabelle Muller-Quoy*  | LREM        | 4 768        | 29,28        | 6,65 pts     | 6 762       | 48,55       | 5,68 pts    |
|                  | Antoine Savignat       | LR (UDI)    | 3 855        | 23,67        | 5,92 pts     | 7 167       | 51,45       | 5,68 pts    |
|                  | Leïla Saïb             | FI          | 1 867        | 11,47        | 1,34 pt      |             |             |             |
|                  | Stéphane Capdet        | FN          | 1 647        | 10,11        | 5,20 pts     |             |             |             |
|                  | Sandra Nguyen-Derosier | PS          | 1 121        | 6,88         | 1,40 pt      |             |             |             |
|                  | Bénédicte Ariès        | EÉLV        | 1 009        | 6,20         | 2,34 pts     |             |             |             |
|                  | Jean-Paul Nowak        | DLF         | 702          | 4,31         | Nouv.        |             |             |             |
|                  | Huguette François      | PDF         | 429          | 2,63         | 1,35 pt      |             |             |             |
|                  | Brigitte Poli          | PCF         | 320          | 1,97         | 0,60 pt      |             |             |             |
|                  | Hélène Halbin          | LO          | 204          | 1,25         | 0,46 pt      |             |             |             |
|                  | Denise Cornet          | LP          | 193          | 1,19         | Nouv.        |             |             |             |
|                  | Christophe Hayes       | UPR         | 169          | 1,04         | 0,07 pt      |             |             |             |
|                  |                        |             |              |              |              |             |             |             |
| Inscrits         | Inscrits               | Inscrits    | 82 637       | 100,00       |              | 82 256      | 100,00      |             |
| Abstentions      | Abstentions            | Abstentions | 65 891       | 79,67        | 66 650       | 80,91       |             |             |
| Votants          | Votants                | Votants     | 16 746       | 20,33        | 15 706       | 19,09       |             |             |
| Blancs           | Blancs                 | Blancs      | 332          | 1,98         | 1 210        | 7,70        |             |             |
| Nuls             | Nuls                   | Nuls        | 130          | 0,77         | 567          | 3,61        |             |             |
| Exprimés         | Exprimés               | Exprimés    | 16 284       | 97,25        | 13 929       | 88,69       |             |             |
| * député sortant |                        |             |              |              |              |             |             |             |

#### Élections législatives de 2022
Les élections législatives françaises de 2022 se déroulent les dimanches 12 et 19 juin 2022.
|                                                    |                                                             |                           |                           |                          |                          |
|                                                    |                                                             | Premier tour 12 juin 2022 | Premier tour 12 juin 2022 | Second tour 19 juin 2022 | Second tour 19 juin 2022 |
|                                                    |                                                             |                           |                           |                          |                          |
|                                                    |                                                             | Nombre                    | % des inscrits            | Nombre                   | % des inscrits           |
| Inscrits                                           | Inscrits                                                    | 82 729                    | 100                       | 82 738                   | 100                      |
| Abstentions                                        | Abstentions                                                 | 42 180                    | 50,99                     | 43 677                   | 52,79                    |
| Votants                                            | Votants                                                     | 40 549                    | 49,01                     | 39 061                   | 47,21                    |
|                                                    |                                                             |                           | % des votants             |                          | % des votants            |
| Bulletins blancs                                   | Bulletins blancs                                            | 578                       | 1,43                      | 2 486                    | 6,36                     |
| Bulletins nuls                                     | Bulletins nuls                                              | 143                       | 0,35                      | 829                      | 2,12                     |
| Suffrages exprimés                                 | Suffrages exprimés                                          | 39 828                    | 98,22                     | 35 746                   | 91,51                    |
|                                                    |                                                             |                           |                           |                          |                          |
| Candidat Étiquette politique (partis et alliances) | Candidat Étiquette politique (partis et alliances)          | Voix                      | % des exprimés            | Voix                     | % des exprimés           |
|                                                    |                                                             |                           |                           |                          |                          |
|                                                    | Leïla Ivorra Nouvelle Union populaire écologique et sociale | 11 230                    | 28,20                     | 16 969                   | 47,47                    |
|                                                    | Émilie Chandler Ensemble                                    | 9 472                     | 23,78                     | 18 777                   | 52,53                    |
|                                                    | Philippe Pierre Rassemblement national                      | 8 377                     | 21,03                     |                          |                          |
|                                                    | Antoine Savignat* Les Républicains                          | 4 760                     | 11,95                     |                          |                          |
|                                                    | Erwan Attagnant Reconquête                                  | 2 007                     | 5,04                      |                          |                          |
|                                                    | Albert Lapeyre Tous unis pour le vivant !                   | 1 816                     | 4,56                      |                          |                          |
|                                                    | Lionel Lessaint Droite souverainiste                        | 930                       | 2,34                      |                          |                          |
|                                                    | Sandrine Barbier Parti animaliste                           | 831                       | 2,09                      |                          |                          |
|                                                    | Barbara Géhan Lutte ouvrière                                | 405                       | 1,02                      |                          |                          |
| * Député sortant                                   |                                                             |                           |                           |                          |                          |

#### Élections législatives de 2024
Députée sortante : Émilie Chandler (Renaissance).
| Candidat                 | Candidat                 | Parti et coalition       | Nuance                   | Premier tour | Premier tour | Second tour | Second tour |
| Candidat                 | Candidat                 | Parti et coalition       | Nuance                   | Voix         | %            | Voix        | %           |
| ------------------------ | ------------------------ | ------------------------ | ------------------------ | ------------ | ------------ | ----------- | ----------- |
|                          | Anne Sicard              | ex-REC                   | RN                       | 18 823       | 33,65        | 21 025      | 37,51       |
|                          | Maximilien Jules-Arthur  | LFI (NFP)                | UG                       | 17 230       | 30,80        | 20 534      | 36,63       |
|                          | Émilie Chandler          | RE (ENS)                 | ENS                      | 14 244       | 25,46        | 14 494      | 25,86       |
|                          | Michel Richard           | LR                       | LR                       | 3 468        | 6,20         |             |             |
|                          | Barbara Géhan            | LO                       | EXG                      | 826          | 1,48         |             |             |
|                          | Lionel Lessaint          | DLF                      | DSV                      | 755          | 1,35         |             |             |
|                          | Laure de Garils          | REC                      | REC                      | 574          | 1,03         |             |             |
|                          | Sami Lah                 | SE                       | DIV                      | 21           | 0,04         |             |             |
|                          | Ethel Soussi             | NPA-R                    | EXG                      | 0            | 0,00         |             |             |
|                          |                          |                          |                          |              |              |             |             |
| Suffrages exprimés       | Suffrages exprimés       | Suffrages exprimés       | Suffrages exprimés       | 55 941       | 97,33        | 56 053      | 97,11       |
| Votes blancs             | Votes blancs             | Votes blancs             | Votes blancs             | 1 147        | 2,00         | 1 326       | 2,30        |
| Votes nuls               | Votes nuls               | Votes nuls               | Votes nuls               | 386          | 0,67         | 340         | 0,59        |
| Total                    | Total                    | Total                    | Total                    | 57 474       | 100          | 57 719      | 100         |
| Abstention               | Abstention               | Abstention               | Abstention               | 26 542       | 31,59        | 26 315      | 31,31       |
| Inscrits / participation | Inscrits / participation | Inscrits / participation | Inscrits / participation | 84 016       | 68,41        | 84 034      | 66,70       |